# Henri Sautot
Henri Sautot est un administrateur colonial et homme politique français, né à Bourbonne-les-Bains (Haute-Marne) le 5 mai 1885 et mort à Nouméa (Nouvelle-Calédonie) le 23 mars 1963. 

## Formation
Diplômé de l'université de Nancy, il devient, après son service militaire, commis des Affaires indigènes entre 1909 et 1914, puis administrateur des colonies à partir de 1915. 

## Haut fonctionnaire colonial

### Premières affectations
Il sert tout d'abord comme chef de cabinet du gouverneur du Dahomey (actuel Bénin), Gaston Fourn, de 1925 à 1928, puis comme gouverneur par intérim de Saint-Pierre-et-Miquelon de 1928 à 1932. 
Mais c'est dans le Pacifique qu'il obtiendra ses principales affectations. Nommé en 1933 Commissaire résident de la France dans le condominium des Nouvelles-Hébrides (actuel Vanuatu), il exerce également pendant un temps la fonction de gouverneur par intérim des Établissements français de l’Océanie (actuelle Polynésie française), en avril 1935.
Il est le premier gouverneur de l'Empire colonial français à rallier la France libre du général de Gaulle, dès le 20 juillet 1940. Le 23 août, un télégramme du général de Gaulle lui ordonne de se rendre à Nouméa pour s'assurer du ralliement de la Nouvelle-Calédonie et, devant les hésitations du gouverneur Pélicier, il est nommé par la France libre pour le remplacer le 13 septembre comme gouverneur et Haut-commissaire pour l'Océan Pacifique, tandis que Vichy envoie le lieutenant-colonel Denis le 4 septembre. Finalement, un soulèvement de la population néo-calédonienne le 19 septembre (mené par le Comité De Gaulle local de Raymond Pognon), jour où Sautot arrive en Nouvelle-Calédonie, assure le ralliement définitif de la Nouvelle-Calédonie à la France libre.

### Gouverneur de la Nouvelle-Calédonie
Henri Sautot a alors la tâche d'assurer la défense du nouveau Territoire dont il a la charge et qui vient donc de rentrer à nouveau dans la Seconde Guerre mondiale. Membre à partir d'octobre 1940 du Conseil de défense de l'Empire et fait compagnon de la Libération par décret du 1er août 1941, il signe un accord avec l'Australie, au nom de la France libre, en avril 1941, par lequel les Alliés s'engagent à assurer la défense des territoires français du Pacifique, et ressuscite le bataillon du Pacifique qui part combattre en Afrique du Nord, notamment à Bir Hakeim en mai-juin 1942) puis en Italie et en France. Le gouverneur Sautot acquiert rapidement une forte popularité auprès de la population européenne de l'archipel, et cela malgré les mesures d'urgence qu'il prend, comme la suppression, provisoire, du conseil général élu qu'il remplace pendant quelque temps par un Conseil d'administration nommé. 
Des dissensions ayant vu jour entre les administrations coloniales du Pacifique et Londres, le général de Gaulle décide d'envoyer un fidèle, le capitaine de vaisseau Georges Thierry d'Argenlieu, qu'il nomme comme Haut-commissaire de la France libre pour l'océan Pacifique avec les pleins pouvoirs civils et militaires en juillet 1941. Ce dernier et Sautot ne s'entendent guère, s'opposant notamment sur l'attitude à adopter vis-à-vis des Alliés américains, Sautot étant favorable à l'intervention de l'armée américaine en Nouvelle-Calédonie quand d'Argenlieu y émet de profondes réserves. Finalement, le Comité national français accepte que le territoire calédonien serve de base arrière à l'armée américaine dans le Pacifique et les premières troupes, baptisées « Poppy Force » et commandées par le général Alexander Patch, débarquent le 12 mars 1942 à Nouméa.
La rupture entre d'Argenlieu et Sautot est bientôt totale. Le premier fait placer le second sous surveillance, avant d'obtenir, le 5 mai 1942, qu'il soit appelé à Londres par les autorités de la France libre. Il est alors embarqué d'autorité sur ordre de d'Argenlieu sur l'aviso Chevreuil et débarqué en Nouvelle-Zélande. Dans le même temps, il est condamné à mort par contumace par le tribunal militaire de Saïgon, dépendant du gouvernement de Vichy, pour avoir « livré un territoire français [la Nouvelle-Calédonie] à une puissance étrangère [en référence à la présence de l'armée américaine] ». Ce jugement n'est cassé que par un arrêt du 9 mars 1949 à la chambre de révision de la Cour d'appel de Saïgon. 
Il est remplacé, comme gouverneur de Nouvelle-Calédonie, par Auguste Montchamp. Celui-ci, ainsi que d'Argenlieu, se heurtent alors à une profonde opposition de la population locale, fortement attachée à Sautot : le conseil général adopte une attitude d'opposition systématique aux décisions du gouverneur Montchamp. Henri Sautot est embarqué d'autorité sur ordre de l'amiral Thierry d'Argenlieu. Finalement, la menace japonaise, dont l'avancée dans le Pacifique ne sera stoppée qu'à la bataille de la mer de Corail de mai 1942, contribue à ramener la paix civile dans le territoire. 
Après un passage à Londres en 1942, il est nommé en novembre gouverneur d'Oubangui-Chari (actuelle République centrafricaine) jusqu'en avril 1946, puis est libéré de son service. Après avoir épousé, en secondes noces, le 20 novembre 1942 à Bangui, une nouméenne, Paulette Giraud, Il retourne à Nouméa le 26 novembre 1946.

## Maire de Nouméa
Henri Sautot, qui a gardé une grande popularité en Nouvelle-Calédonie, est élu maire de Nouméa le 12 mai 1947, et le reste pendant un mandat jusqu'au 7 mai 1953, date à laquelle il passe la main à son 1er adjoint, Roger Laroque, qui reste le premier magistrat de la commune jusqu'à son décès en 1985. 
Sous son administration, la commune de Nouméa connaît une politique d'assainissement et de santé publique ; les remblais des derniers marais de la Vallée du Tir sont terminés en 1947, une importante politique de démoustification et de lutte contre les taudis est engagée. Les grands travaux urbains comprennent la construction de logements sociaux dans les baies de l'Orphelinat et des Citrons, sur la côte ouest de la péninsule, tandis que des travaux de goudronnage de la voirie sont lancés en 1948. En 1951, on commence à construire une nouvelle conduite d'eau devant aboutir à des réservoirs sur le Mont Coffyn.
il finit sa vie dans le chef-lieu néo-calédonien et y est inhumé.

## Décorations
- Commandeur de la Légion d'honneur (décret du 7 mai 1953)[8],[9] ; officier du 8 juillet 1936[9]
- Compagnon de la Libération (décret du 1er août 1941)[8]
- Médaille coloniale avec agrafe « AOF »[9]
- Officier du Nichan Iftikhar[9]
- Chevalier du Nichan el-Anouar[9]
- Chevalier de l'ordre de l'Étoile noire[9]
- Officier de la Rédemption africaine (Liberia)[9]
- Officier de l'ordre de l'Empire britannique (OBE)[8]

### Sources
- L'Écho des 3 Provinces, no 162, février 2013, Henri Troisgros, p. 5, Un héros de la France dans le Pacifique : le Bourbonnais Henri Sautot.
- Kim Munholland, Rock of Contention : Free French and Americans at War in New Caledonia, 1940-1945, Berghahn Books, 2006, 251 p. (ISBN 978-1-84545-300-8, lire en ligne)